# نخل ملكي
نخل ملكي  (الاسم العلمي Roystonea regia)، شجرة معمرة من فصيلة النخليات. ساقها هزيلة، مغزلية الشكل، تعلو حوالي من 15 إلى 20-30 مترًا. أوراقها إكليلية التجميع الهامي، خفيفة التقوس، طولها من متر إلى متر ونصف، شُدْفاتها ضيقة، طويلة الرأس المستدق، لامعة اللون الأخضر، طولها 30 سم. أعناق الأوراق مُغمدة، سرحة. الأزهار وحيدة المسكن. مبيض ثلاثي الجذور.
ثماره صغيرة الحجم، أرجوانية اللون، ناشفة اللب، لا نؤكل. جُمَّارة قلبه مأكولة مُستحبة الطعم.